# Jan Štelcar Želetavský
Jan Štelcar Želetavský, též Stelcerius (kol. r. 1530, asi Kutná Hora – asi 1596, Kopidlno) byl český duchovní podobojí luterského směru a spisovatel.
V Knize duchovní (1588) se kriticky vyjádřil k dobovým přesvědčením o čarodějnictví.